# NGC 2722
NGC 2722 (NGC 2733) é uma galáxia espiral (Sbc) localizada na direcção da constelação de Hydra. Possui uma declinação de -03° 42' 35" e uma ascensão recta de 8 horas, 58 minutos e 46,1 segundos.
A galáxia NGC 2722 foi descoberta em 6 de Janeiro de 1785 por William Herschel.